# الدورة 31 للجنة التراث العالمي
الدورة الحادية والثلاثين للجنة التراث العالمي انعقدت في الفترة ما بين 23 يونيو وحتى 2 يوليو من العام 2007، وذلك في مدينة كرايستشرش بنيوزلندا.

## الأعضاء
- بنين
- كندا
- تشيلي
- كوبا
- الهند
- إسرائيل
- اليابان
- كينيا
- الكويت
- ليتوانيا
- مدغشقر
- موريشيوس
- المغرب
- هولندا
- نيوزيلندا
- النرويج
- بيرو
- كوريا الجنوبية
- إسبانيا
- تونس
- الولايات المتحدة